# Faïna Grimberg
Pour les articles homonymes, voir Grimberg.
Faïna Iontelevna Grimberg, épouse Gavrilina (en russe : Фаи́на Ио́нтелевна Гри́мберг, Гаврилина), née le 14 juillet 1951 à Astana, est une poétesse, écrivaine, prosatrice et traductrice soviétique et russe.

## Biographie
Faina Iontelevna est la fille d'une institutrice et d'un gardien de nuit. Elle est diplômée en 1975 des départements de philologie et, par correspondance, d'histoire, de l'Université de Tachkent. Elle travaille comme femme de ménage, puis comme dactylo à l'Institut du textile de Tachkent de 1967 à 1980. Elle publie ses premiers poèmes en 1980 à Tachkent dans l'almanach Jeunesse («Молодость»). Dans les années 1980, elle a une activité de critique littéraire et traduit de la poésie bulgare[réf. à confirmer]. 
Elle se spécialise ensuite comme historienne des Balkans, et est l'auteur d'ouvrages sur l'histoire de la Russie et de la Bulgarie. Elle a publié en prose sous différents pseudonymes ou hétéronymes et sous son propre nom, des articles sur l'histoire de la Russie et des travaux de critique littéraire. Elle a également traduit de la poésie et de la prose de l'anglais, de l'allemand, du finnois, du suédois, du tchèque, du bulgare et d'autres langues. 
Elle a utilisé les pseudonymes de Ksenia Gabrieli, Janna Bernard, Clari Botond (Mihai Kish et Maria Varadi), Jacob Lang, Sabahatdin-Bor Etergün, Sofia Grigorov-Aliïeva, Marianna Benlaid (également Maria Schwarzkopf) et Katarina Fuchs (Kathrin Rendolf , Irina Gorskaïa, Faina Riabova, ce dernier pseudonyme dans les années 1990), pour de prétendues traductions de ses propres œuvres. 
Son mari est le poète et artiste Andreï Olegovitch Gavriline, né en 1961,,.

## Prix et distinctions
La nouvelle Mavka («Мавка», 2001) a été nommée pour le prix Ivan Petrovitch Belkine (ru). 
Faïna Grimberg a reçu le prix poétique Différence (ru) (2013) pour son livre Quatre feuilles pour mon père («Четырёхлистник для моего отца») devenant son premier lauréat,.

## Publications

### Poésie
- (ru) Зелёная ткачиха [« Tisseuse verte »], Moscou, Авиатехинформ,‎ 1993, 31 p. ;
- (ru) Любовная Андреева хрестоматия [« Chrestomatie amoureuse d'Andreïev »], Moscou, Tver, АРГО-РИСК, Kolonna publications,‎ 2002, 120 p. ;
- (ru) Четырёхлистник для моего отца [« Quatre feuillets pour mon père »]  (préf. В. Iванiв (V. Ivaniv)), Moscou, Новое литературное обозрение, coll. « Новая поэзия »,‎ 2012, 384 p. ;
- (ru) Четырёхлистник для моего отца : Стихотворения [« Quatre feuillets pour mon père : poèmes »], Iekaterinbourg, Кабинетный учёный,‎ 2017, 338 p..

### Prose (sous son propre nom)
- (ru) Династия Романовых : Загадки. Версии. Проблемы [« La dynastie des Romanov : Énigmes, versions, problèmes »], Moscou, Московский лицей,‎ 1996, 558 p. ;
- (ru) Гром победы. Судьбы наследников Петра, 1725-1741 гг. : Роман [« Le tonnerre de la victoire. Destin des successeurs de Pierre; 1725-1741 : roman »], Moscou, Армада,‎ 1996, 381 p. ;
- (ru) Рюриковичи, или Семисотлетие «вечных» вопросов. [« Riourikovitch, ou 700 ans de questions éternelles »], Moscou, Московский лицей,‎ 1997, 397 p. ;
- (ru) Судьба турчанки, или Времена империи. Триптих. Романы [« Le destin de la Turque, ou les temps d'un empire. Triptyque. Romans »], Moscou, Терра,‎ 1997, 397 p. ;
- (ru) Две династии. Вольные исторические беседы [« Deux dynasties. Conversations historiques libres »], Moscou, Когелет,‎ 2000, 558 p. ;
- (ru) Друг Филострат, или История одного рода русского [« L'ami Filostrat, ou histoire d'une lignée russe »], Moscou, Аграф,‎ 2003, 634 p. ;
- (ru) Афанасий Никитин. Семь песен русского чужеземца : Исторический роман [« Afanassine Nikitine. Sept chansons de l'étranger russe »], Moscou, АСТ, Астрель,‎ 2003, 424 p. ;
- (ru) Хей, Осман! : Исторический роман [« Hé, Osman!  roman historique »], Moscou, АСТ, Астрель,‎ 2004, 604 p. ;
- (ru) Примула : Исторический роман [« Primoula : roman historique »], Moscou, АСТ, Астрель,‎ 2005, 540 p. ;
- (ru) Наложница фараона [« La concubine du pharaon »], Moscou, Гелеос,‎ 2004, 383 p. réédition Юнвес, 2005 ;
- (ru) « Флейтистка » [« La flutiste »], «Остров», Moscou,‎ 2006 ;
- (ru) Клеопатра : Исторический роман [« Cléopatre :  roman historique »], Moscou, АСТ, Астрель,‎ 2006, 524 p. ;
- (ru) Анна Леопольдовна [« Anna Leopoldovna »], Moscou, АСТ, Астрель,‎ 2010, 416 p. ;
- (ru) Княжна Тараканова [« La princesse Tarakanova »], Moscou, АСТ, Астрель,‎ 2010, 528 p..

### Textes autobiographiques
- (ru) « «Я всегда хотела быть самыми разными людьми, которых я сама придумаю...» » [« J'ai toujours voulu être des personnes très différentes que je pense de moi-même ... »], Знамя,‎ 2000 (lire en ligne, consulté le 14 janvier 2019) ;
- (ru) « Школа Злословия - Фаина Гримберг » [« L'école de la médisance »] [vidéo], sur www.youtube.com (consulté le 14 janvier 2019).